# 박진성 (배우)
박진성(본명은 박춘규, 1963년 3월 2일~ )은 대한민국의 배우이다.
1983년 연극배우로 첫 데뷔하였고 1985년 KBS 한국방송공사 11기 공채 탤런트로 정식 데뷔하였다.

## 학력
- 동북고등학교
- 동국대학교 연극영화학과 학사

## 출연

### 드라마
- 1985년 KBS1 《KBS TV 문학관 - 전사에서》
- 1986년 KBS1 《KBS TV 문학관 - 만다라》
- 1987년 KBS1 《87' 행복을 찾습니다》
- 1987년 KBS2 《욕망의 문》
- 1987년 KBS2 《사랑이 꽃피는 나무》 - 이상민 역
- 1988년 KBS2 《순심이》
- 1989년 KBS1 《지리산》 - 박태영 역
- 1989년 KBS1 《역사는 흐른다》 - 남혁 역
- 1991년 KBS1 《왕도》
- 1991년 KBS2 《가을꽃 겨울나무》
- 1991년 KBS2 《하늬바람》
- 1991년 KBS1 《TV 문예극장 - 벽》
- 1991년 KBS1 《TV 문예극장 - 저 깊고 푸른 강》
- 1991년 KBS2 《TV 손자병법》
- 1992년 KBS2 《교토 25시》
- 1992년 KBS1《어떤날의 시작》
- 1992년 KBS1 《삼국기》 - 좌백, 사에키노 고마로 역
- 1993년 KBS1 《먼동》 - 송필배 역
- 1993년 KBS1 《은하의 강》
- 1994년 KBS2 《한명회》 - 성종 이혈 역
- 1994년 SBS 《세 남자 세 여자》
- 1994년 KBS2 《한쪽 눈을 감아요》
- 1994년 KBS2 《역사의 라이벌》
- 1995년 KBS1 《김구》 - 심훈 역
- 1995년 SBS 《국화와 칼》- 재일교포 2세 김일남 역
- 1996년 KBS2 《조광조》 - 김식 역
- 1996년 KBS2 《검》
- 1997년 KBS1 《용의 눈물》 - 황희 역
- 1997년 SBS 《여자》
- 1997년 KBS1 《3일간의 전쟁》
- 1997년 KBS2 《전설의 고향》 - 씨내리
- 1997년 KBS2 《전설의 고향》 - 가는이 고개 (암행어사 역)
- 1998년 KBS2 《전설의 고향》 - 씨받이
- 1999년 KBS1 《왕과 비》 - 성삼문 역
- 1999년 KBS2 《부부클리닉 사랑과전쟁》
- 2000년 KBS2 《천둥소리》 - 이재영 역
- 2000년 SBS 《천사의 분노》
- 2001년 KBS2 《드라마시티 - 술래잡기》 - 기팔 역
- 2001년 KBS2 《명성황후》 - 위안스카이 역
- 2002년 KBS1 《제국의 아침》 - 유신성 역
- 2003년 KBS1 《무인시대》 - 망이 역
- 2003년 SBS 《왕의 여자》 - 허균 역
- 2004년 KBS2 《드라마시티 - 동행》 - 김계동 역
- 2005년 SBS 《토지》 - 송관수 역
- 2005년 EBS 《독도장군 안용복》 - 안용복 역
- 2006년 KBS1 《서울 1945》 - 이학구 역
- 2006년 SBS 《연개소문》 - 곡사정 역

### 영화
- 1990년 《꼭지딴》
- 1990년 《미친 사랑의 노래》
- 1992년 《인생이 뭐 객관식 시험인가요》
- 1994년 《커피 카피 코피》
- 1995년 《남자는 괴로워》
- 1996년 《돼지가 우물에 빠진 날》
- 2006년 《비열한 거리》

## 수상
- 1989년 KBS 연기대상 신인상